# Leliv
Leliv (ukrajinsky Лелів) byla vesnice na severu Ukrajiny v Ivankivském rajóně poblíž města Černobyl. Leží v uzavřené Černobylské zóně, asi 3 km od Černobylu, 10 km od Jaderné elektrárny Černobyl a 13 km od města Pripjať. Do roku 1986 náležela Černobylskému rajónu, po výbuchu jaderné elektrárny Černobyl byla opuštěna a zlikvidována.